# Kleinscheid
Kleinscheid ist ein Ortsteil von Schöneshof in der Gemeinde Neunkirchen-Seelscheid im Rhein-Sieg-Kreis.

## Lage
Kleinscheid liegt im Osten von Schöneshof, südlich liegt der Ortsteil Großscheid. Nachbarort ist Pixhof im Osten.

## Geschichte
Das Dorf gehörte bis 1969 zur Gemeinde Neunkirchen.
1830 hatte Kleinscheid zwölf Einwohner. 1845 hatte der Hof elf katholische Einwohner in drei Häusern. 1888 gab es 13 Bewohner in zwei Häusern.
1901 hatte das Gehöft zehn Einwohner. Verzeichnet sind die Familien Ackerin Witwe Johann Wilhelm Gräf und Ackerer Peter Kuchen.